# Denkmalgeschützte Objekte im Okres Poltár

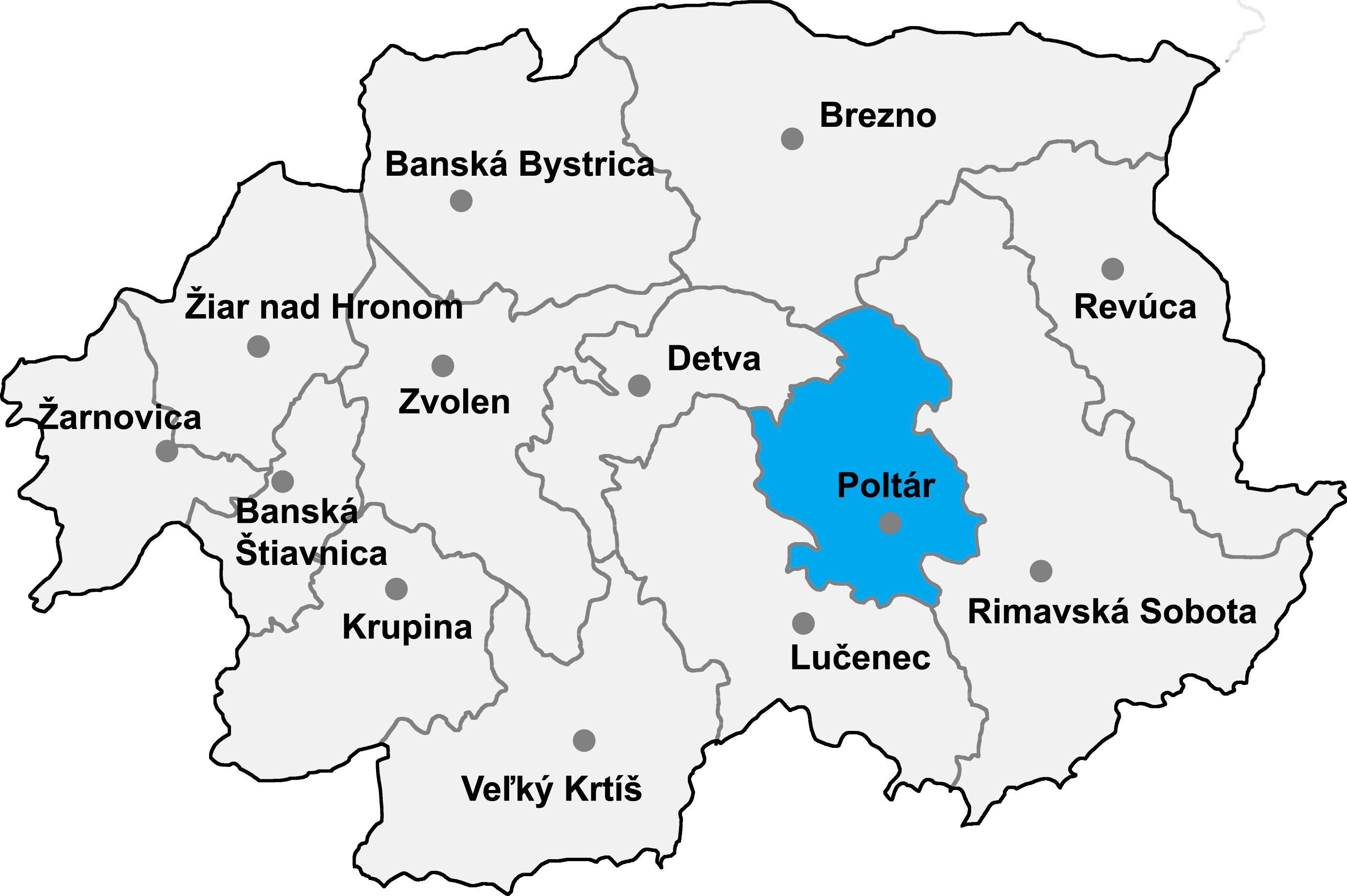

Im Okres Poltár bestehen 27 denkmalgeschützte Objekte. Die unten angeführte Liste führt zu den Gemeindelisten und gibt die Anzahl der Objekte an. In Gemeinden, die nicht verlinkt sind, existieren keine geschützten Objekte.
| Gemeindeliste                     | Objektanzahl |
| --------------------------------- | ------------ |
| Breznička (Bersentz)              | 1            |
| Cinobaňa                          | 3            |
| České Brezovo                     | 1            |
| Ďubákovo                          | 0            |
| Hradište                          | 0            |
| Hrnčiarska Ves                    | 2            |
| Hrnčiarske Zalužany               | 0            |
| Kalinovo                          | 1            |
| Kokava nad Rimavicou (Kochseifen) | 1            |
| Krná                              | 0            |
| Málinec (Malintz)                 | 5            |
| Mládzovo                          | 1            |
| Ozdín                             | 2            |
| Poltár                            | 3            |
| Rovňany                           | 0            |
| Selce                             | 2            |
| Sušany                            | 0            |
| Šoltýska                          | 0            |
| Uhorské                           | 2            |
| Utekáč                            | 0            |
| Veľká Ves                         | 1            |
| Zlatno                            | 2            |